# Мапа відповідності (шаблон проєктування)
Мапа відповідності (англ. Identity Map) — шаблон проєктування, який покликаний покращити продуктивність взаємодії зі сховище даних зберігаючи записи у кеші.

## Опис
При роботі зі сховищем можна завантажити один і той самий запис у різні об'єкти. Тоді при збережені це викликає неочікувану поведінку.
Даний шаблон гарантує, що в межах транзакції кожний об'єкт буде завантажений зі сховища тільки один раз. Після цього об'єкт зберігається у спеціальній колекції. При усіх наступних запитах до сховища, відбувається перевірка на наявність об'єкту в мапі відповідності.

## Реалізація
Нехай дана сутність:
```
class
 
Product

{

        
public
 
int
 
Id
 
{
 
get
;
 
set
;
 
}

        
public
 
string
 
Name
 
{
 
get
;
 
set
;
 
}

}

```

Та сховище для роботи з ним:
```
class
 
ProductDb

{

        
public
 
Product
 
GetById
(
int
 
id
)

        
{

                
return
 
db
.
Produc
.
Find
(
id
);

        
}

}

```

Тоді мапа відповідності буде мати вигляд кеш-проксі:
```
class
 
ProductIdentityMap

{

        
private
 
readonly
 
ProductDb
 
_productDb
 
=
 
new
 
ProductDb
();

        
private
 
readonly
 
Dictionary
<
long
,
 
Product
>
 
_entities
 
=
 
new
 
Dictionary
<
long
,
 
Product
>
();

        
public
 
Product
 
GetById
(
int
 
id
)

        
{

            
if
 
(
!
_entities
.
ContainsKey
(
id
))
 

            
{

                   
var
 
product
 
=
 
_productDb
.
GetById
(
id
);

                   
_entities
.
Add
(
id
,
 
product
);

            
}
        

            
return
 
_entities
[
id
];

        
}

}

```